# Anouk Aimée

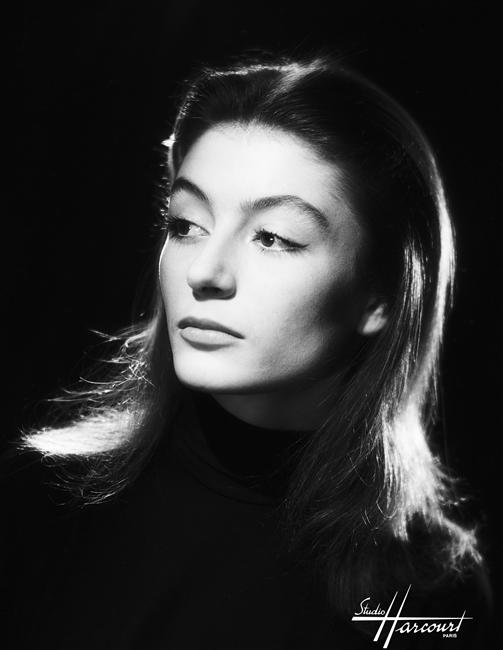
Anouk Aimée în 1952

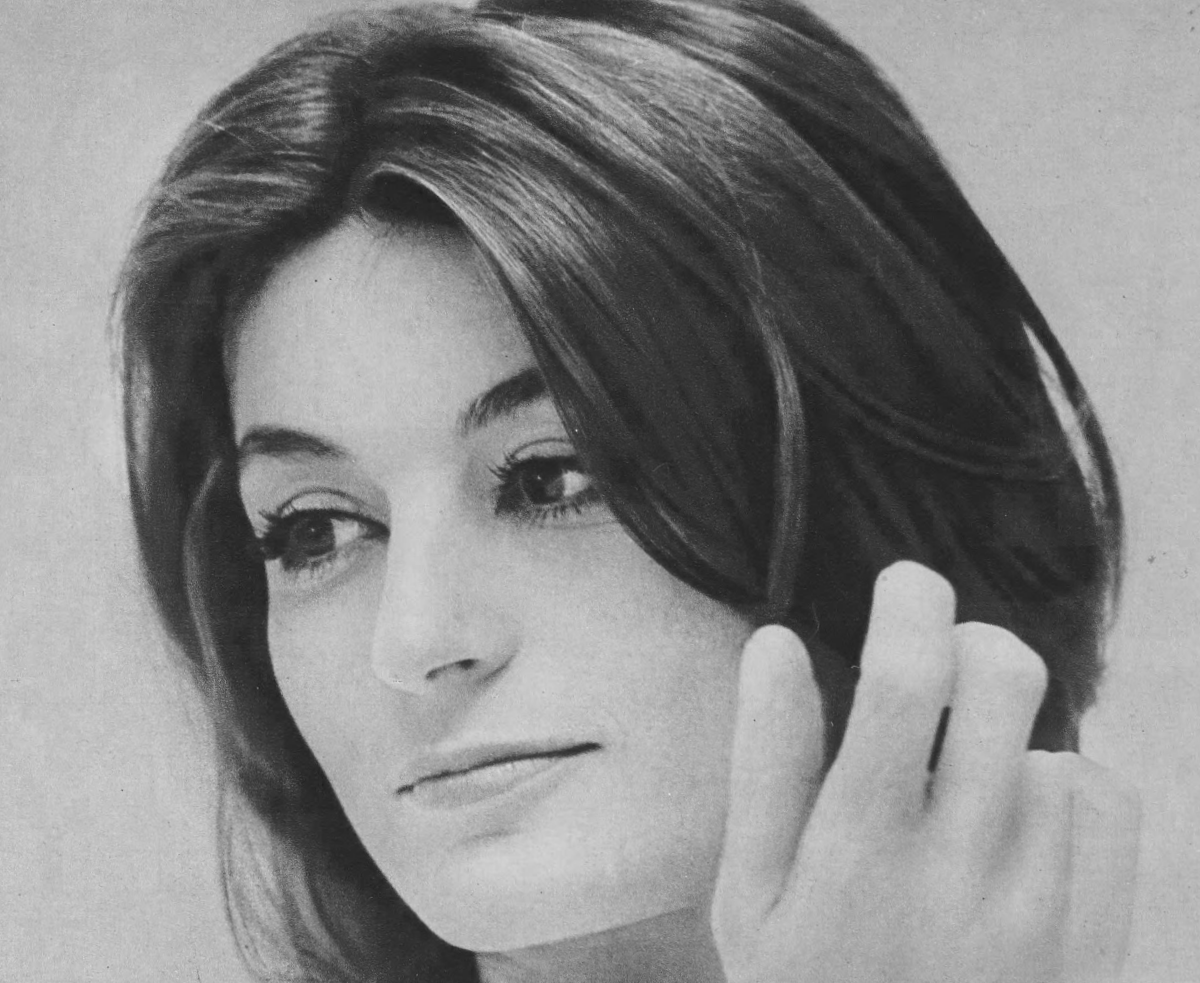
Anouk Aimée în 1966

Anouk Aimée (pseudonimul artistic al lui Françoise Sorya Dreyfus; n. 27 aprilie 1932, Paris, Île-de-France, Franța – d. 18 iunie 2024, Paris, Métropole du Grand Paris, Franța) a fost o actriță franceză.

## Biografie
Aimée a fost fiica cuplului de artiști Geneviève Sorya, de origine franceză catolică, și Henri Dreyfus, de origine evreu. Anouk a debutat în film la vârsta de 13 ani. Ea a devenit cunoscută prin rolul principal jucat în filmul „Îndrăgostiții din Verona”, unde a apărut alături de actori consacrați ca Serge Reggiani și Pierre Brasseur.

## Filmografie selectivă
- 1946 La Maison sous la mer, regia Henri Calef
- 1947 La Fleur de l'âge, regia Marcel Carné
- 1949 Îndrăgostiții din Verona (Les Amants de Vérone), regia André Cayatte : Giorgia Maglia

- 1950 La Salamandre d'or (Golden Salamande), regia Ronald Neame : Anna
- 1951 Nuit d'orage (Noche de tormenta), regia Jaime de Maroya și Marcel Jauniaux
- 1952 Perdeaua roșu-închis (Le Rideau cramoisi)(sketch-ul Les Crimes de l'amour), regia Alexandre Astruc : Albertine
- 1952 L'Homme qui regardait passer les trains (The Man Who Watched the Trains Go By), regia Harold French : Jeanne la prostituée
- 1955 Întâlniri primejdioase (Les Mauvaises Rencontres), regia Alexandre Astruc : Catherine
- 1955 L'amour ne meurt jamais (Ich suche dich), regia O. W. Fischer : Françoise Maurer
- 1955 Meurtre, Drogue et Compagnie (Contraband Spain), regia Lawrence Huntington și Julio Salvador : Elena Vargas
- 1956 Nina, regia Rudolf Jugert : Nina Iwanowa
- 1956 Stresemann, regia Alfred Braun : Annette Stein
- 1957 Tous peuvent me tuer d'Henri Decoin : Isabelle
- 1957 Pot-Bouille de Julien Duvivier : Marie
- 1958 Montparnasse 19 (Les Amants de Montparnasse / Montparnasse 19), regia Jacques Becker : Jeanne Hébuterne
- 1959 Călătoria (The Journey), regia Anatole Litvak : Eva
- 1959 La Tête contre les murs, regia Georges Franju : Stéphanie
- 1959 Les Dragueurs, regia Jean-Pierre Mocky : Jeanne

- 1960 Quai Notre-Dame, regia Jacques Berthier : anticăreasa
- 1960 La dolce vita, regia Federico Fellini : Maddalena
- 1961 Lola, regia Jacques Demy : Lola (Cécile)
- 1961 Judecata de Apoi (Il giudizio universale), regia Vittorio De Sica : Irène
- 1961 L'Imprévu (L'imprevisto), regia Alberto Lattuada : Claire
- 1961 Farsorul (Le Farceur), regia Philippe de Broca : Hélène Laroche
- 1962 Sodoma și Gomora (Sodoma e Gomorra), regia Robert Aldrich : la reine Bera
- 1963 Teroristul (Il terrorista), regia Gianfranco De Bosio : Anna Braschi
- 1963 Cea mai scurtă zi (Il giorno più corto), regia Sergio Corbucci : Crocerossina
- 1963 Les Grands Chemins, regia Christian Marquand : Anna
- 1963 Le Coq du village (Liolà), regia Alessandro Blasetti : Mita Palumbo
- 1963 Le Succès (Il successo), regia Dino Risi și Mauro Morassi : Laura
- 1963 Opt și jumătate (Otto e mezzo), regia Federico Fellini : Luisa Anselmi
- 1964 La Fugue (La fuga) de Paolo Spinola : Luisa
- 1964 Le Sexe des anges (Le voci bianche), regia Pasquale Festa Campanile și Massimo Franciosa : Lorenza
- 1965 Lo scandalo, regia Anna Gobbi : Alessandra
- 1965 Les Saisons de notre amour (Le stagioni de nostro amore), regia Florestano Vancini : Francesca
- 1965 L'Amant paresseux (Il morbidone), regia Massimo Franciosa : Valeria
- 1966 Un bărbat și o femeie (Un homme et une femme), regia Claude Lelouch : Anne Gauthier
- 1966 A trăi pentru a trăi (Vivre pour vivre), regia Claude Lelouch : une spectatrice à la boxe (non créditée)
- 1968 Într-o seară, un tren... (Un soir, un train), regia André Delvaux : Anne
- 1968 Model Shop, regia Jacques Demy : Lola
- 1969 Întâlnirea (The Appointment), regia Sidney Lumet : Carla
- 1969 Justine, regia George Cukor : Justine

- 1976 Dacă ar fi s-o luăm de la capăt (Si c'était à refaire), regia Claude Lelouch : Sarah Gordon
- 1978 Prima mea dragoste (Mon premier amour), regia Élie Chouraqui : Jane

- 1980 Salt în gol (Salto nel vuoto), regia Marco Bellocchio : Marta Ponticelli
- 1981 Tragedia unui om ridicol (La tragedia di un uomo ridicolo), regia Bernardo Bertolucci : Barbara Spaggiari
- 1982 Qu'est-ce qui fait courir David ?, regia Élie Chouraqui : Hélène
- 1983 Armata se întoarce (Il generale dell'armata morta), regia Luciano Tovoli : la comtesse Betsy Di Brenni
- 1984 Succesul e cea mai bună răzbunare (Success is the best revenge), regia Jerzy Skolimowski : Monique des Fontaines
- 1984 La mulți ani, viață (Viva la vie), regia Claude Lelouch : Anouk
- 1986 Un bărbat și o femeie: după douăzeci de ani (Un homme et une femme : vingt ans déjà), regia Claude Lelouch : Anne Gauthier
- 1987 Papa et moi (Arrivederci e grazie), regia Giorgio Capitani : Laura
- 1988 La Table tournante, regia Paul Grimault și Jacques Demy : la bergère

- 1990 Bethune: crearea unui erou (Bethune: The Making of a Hero), regia Phillip Borsos : Marie-France Coudaire
- 1990 Il y a des jours... et des lunes, regia Claude Lelouch : elle-même
- 1993 Despărțiri (Ruptures), regia Christine Citti : Marthe
- 1993 Marmotele (Les Marmottes), regia Élie Chouraqui : Françoise
- 1995 O sută și una de nopți (Les Cent et Une Nuits de Simon Cinéma), regia Agnès Varda : Anouk, în flash-back
- 1995 Crimă în lumea modei (Prêt-à-porter/Ready to wear), regia Robert Altman : Simone Lowenthal
- 1995 Spune-mi da (Dis-moi oui), regia Alexandre Arcady : Claire Charvet
- 1995 L'Univers de Jacques Demy, regia Agnès Varda : ea însăși
- 1996 Bărbați, femei: mod de întrebuințare (Hommes, femmes : mode d'emploi), regia Claude Lelouch : văduva
- 1997 Bogate, frumoase etc. (Riches, belles, etc.), regia Bunny Schpoliansky : la fée
- 1999 1999 Madeleine, regia Laurent Bouhnik : Eve
- 1999 I Love L.A. (L.A. whitout a map), regia Mika Kaurismäki : ea însăși
- 1999 Une pour toutes, regia Claude Lelouch : soția muzicianului

- 2001 Festival in Cannes, regia Henry Jaglom : Millie Marquand
- 2003 Câmpia cu mesteceni (La Petite Prairie aux bouleaux), regia Marceline Loridan-Ivens : Myriam
- 2004 S-au căsătorit și au avut mulți copii (Ils se marièrent et eurent beaucoup d'enfants), regia Yvan Attal : mama lui Vincent
- 2006 De particulier à particulier, regia Brice Cauvin : Nelly
- 2009 Celle que j'aime, regia Élie Chouraqui : o consumatoare în cafenea

- 2010 Ces amours-là, regia Claude Lelouch : dna. Blum
- 2010 Paris Connections, regia Harley Cokeliss : Agnès St-Clair
- 2011 Tous les soleils, regia Philippe Claudel : Agathe
- 2012 Mince alors !, regia Charlotte de Turckheim : Maman
- 2019 Les Plus Belles Années d'une vie, regia Claude Lelouch : Anne Gauthier